# Liste der Luxuszüge der Compagnie Internationale des Wagons-Lits
|  | Dieser Artikel wurde aufgrund von akuten inhaltlichen oder formalen Mängeln auf der Qualitätssicherungsseite des Portals Bahn eingetragen. Bitte hilf mit, die Mängel dieses Artikels zu beseitigen, und beteilige dich bitte an der Diskussion. Artikel, die nicht signifikant verbessert werden, können gelöscht werden. |

Die Liste der Luxuszüge der Compagnie Internationale des Wagons-Lits umfasst die Luxuszüge, die von der Compagnie Internationale des Wagons-Lits (CIWL) fahrplanmäßig betrieben wurden. Der erste Luxuszug der CIWL war der ab 1882 eingesetzte Orient-Express. In Kontinentaleuropa wurde die Zuggattung der Luxuszüge in den Fahrplänen der meisten Bahnverwaltungen mit einem „L“ gekennzeichnet. Luxuszüge im Nachtverkehr bestanden ausschließlich aus Schlafwagen, Speisewagen und Packwagen, reine Tageszüge führten außer Packwagen nur Pullmanwagen oder Salonwagen, zwischen den Kriegen wurden sie als Pullmanzug bezeichnet. Außer der CIWL betrieb in Kontinentaleuropa lediglich noch die deutsche MITROPA in den 1920er Jahren für wenige Jahre drei als Luxuszug eingestufte Zugpaare. In Großbritannien, wo Zuggattungen in der kontinentaleuropäischen Form unbekannt sind, wurden die dortigen Pullmanzüge von einer eigenen Gesellschaft betrieben, die 1954 in den Besitz von British Railways überging. 
Der Betrieb der Luxuszüge wurde mit wenigen Ausnahmen mit Beginn des Zweiten Weltkriegs eingestellt. Nach dem Krieg kamen für wenige Jahre, bis 1951, nochmals einige als Luxuszug eingestufte Zugpaare zum Einsatz. Diese wurden von den jeweiligen Staatsbahnen betrieben und umfassten – anders als vor dem Krieg – auch normale Sitzwagen. Die CIWL beschränkte sich auf den Betrieb der eingesetzten Schlaf- und Speisewagen. 

## Liste
| DR-Zug-Nr.          | ab                       | bis                 | Laufweg                                                                              | Name                                                                | Anmerkung |
| ------------------- | ------------------------ | ------------------- | ------------------------------------------------------------------------------------ | ------------------------------------------------------------------- | --- |
| L 5/6               |                          |                     |                                                                                      |                                                                     | siehe: L 62/63 |
| L 11/12a)           | 1896:17 1928b) 1946:94   | 1914 1939:44 1951c) | Paris–Berlind)–Eydtkuhnene)/Warschauf)                                               | Nord-Express                                                        | Ab Ende 1931 auch mit 2. Klasse:39 a)1924 vorübergehend als D-Zug mit 1. und 2. Klasse ausgewiesen:37 b)Der Zug verkehrte als D-Zug bereits seit 1921 und wurde 1928 in einen L-Zug umgewandelt.:38 c)1951 zum Fernschnellzug (FD) umgewandelt:104 d)1946 zunächst bis Berlin mit einem Flügelzug nach Kopenhagen, dieser als Fernschnellzug (FD):94 e)Bis 1914 f)Ab Ende 1946 als L 11/12 statt nach Berlin nach Kopenhagen und Stockholm.:94 |
| L 19/20             | 1931:39                  | 1939:39             | Berlin–Leipzig–Erfurt–Frankfurt–Karlsruhe–Basel–Mailand–Neapela)                     | Riviera-Neapel-Expressb)                                            | Verkehrt im Winterfahrplan; Flügelzug Amsterdam–Köln–Darmstadt (Flügelbahnhof in nördlicher Fahrtrichtung) / Mannheim (Flügelbahnhof in südlicher Fahrtrichtung); Flügelzug Mailand–Ventimiglia–Cannes:39 a)Flügelzüge Mailand–Neapel und Flügelzug von/nach Amsterdam entfielen 1933.:39 b)Ab 1933 „Riviera-Express“:39 |
| L 21/22             | 1926:38                  | ?                   | Berlin Stadtbahn–Eydtkuhnen                                                          |                                                                     | Im Kursbuch der Vermerk „verkehrt vorläufig nicht“ – ob er je fuhr. ist nicht gesichert.:38 |
| L 53/54 L 51/52a)   | 1894:16f 1925:37 1947:95 | 1914 1939:44 1950b) | Ostende–Frankfurtc)–Passau–Wien                                                      | Ostende-Wien-Express                                                | Ab 1895 wurde der Zuglauf an einzelnen Tagen nach Triest verlängert. Der Zug verkehrte dann unter dem Namen Ostende-Wien-Triest-Express. Der Zug hatte Schiffsanschluss nach Alexandria.:16 Ab 1928:38 oder 1930:38 führte er auch die 2. Klasse. a)Spätestens ab 1925:37 b)1950 zum Fernschnellzug (FD) umgewandelt:98 c)Ab 1936 stattdessen über Frankfurt (Main) Süd:42 |
| L 62/63 L 5/6a)     | 1883 1921b) 1946:94      | 1914 1939:44 1950c) | Paris–Wien–Preßburgd)–Budapest–Bukareste)–Sofia–Konstantinopel                       | Orient-Express                                                      | Ab 1931 auch 2. Klasse:39 a)Ab 1934 und auch unmittelbar nach dem Zweiten Weltkrieg:42, 44, 94 1938/1939: Kehl–München: L 5/6, München–Wien: L 111/112, östlich davon: L 101/102; ab 1939 einheitlich L 5/6:42, 44; 1946/47 zwischen Kehl und Karlsruhe D-Zug 1946:94 b)1921: Paris–Bukarest, ab 1922: Schlafwagen München–Istanbul; während der französischen Rheinlandbesetzung wurde der Zug über die Schweiz und den Arlberg umgeleitet.:36 c)1950 zum Fernschnellzug (FD) umgewandelt:98 d)Die DR änderte den Laufweg des Zuges 1938 östlich von Wien einseitig gegen den Protest der SNCF, der CWLI und der ČSD und fuhr Bratislava nicht mehr an.:44 e)Der Zug verkehrte Anfangs bis Giurgiu und wurde – dem Fortschritt des Streckenbaus folgend – später bis Konstantinopel verlängert.:16 |
| L 64/65 L 105/106a) | 1900:16 1923:36 1946a)   | 1914 1941c) 1950    | Paris–Straßburg–Karlsruhe–Stuttgart (bis 1906)–Nürnberg–Cheb–Karlsbad                | Paris-Karlsbad-Express                                              | Der Zug verkehrte nur im Sommerfahrplan, wurde von der CIWL betrieben, auf den deutschen Strecken lag vor dem Ersten Weltkrieg die Koordination bei den Reichseisenbahnen in Elsaß-Lothringen (EL).:16 Ab 1932 führt er auch die 2. Klasse.:39 a)Ab 1934 1923:42 b)1950 zum Fernschnellzug (FD) umgewandelt:98 c)Ab Kriegsausbruch 1939 beschränkt auf den Laufweg München–Bukarest, verkehrte mit Sicherheit bis in die erste Jahreshälfte 1940 und ist im Sommerfahrplan 1941 nicht mehr enthalten. Dieser Verkehr wurde von der MITROPA durchgeführt.:47 |
| L 101/102           |                          |                     |                                                                                      |                                                                     | siehe: L 62/63 |
| L 105/106           |                          |                     |                                                                                      |                                                                     | siehe: L 64/65 |
| L 111/112           | ab 1938                  |                     |                                                                                      |                                                                     | siehe: L 62/63 |
| L 129/130b)         | 1924                     | 1939:44             | Paris–Schweiz–Arlberg–Wien                                                           | Arlberg-Orient-Expressa)                                            | a)Verkehrte zunächst unter der Bezeichnung „Suisse-Arlberg-Vienne-Express:36 und ab 1939 als “Arlberg-Express”:44 b)Ab 1938:42 |
| L 157/158           | 1895:18                  | 1914                | Ostende–Frankfurt–Nürnberg–Eger–Karlsbad                                             | Ostende-Karlsbad-Express                                            | Zwischen Ostende und Nürnberg zusammen mit dem Ostende-Wien-Express; ab 1905 Kurswagen nach Marienbad („Marienbad-Express“):16 |
| L 175/176           | 1928:38                  |                     | Köln–Ostende                                                                         | Ostende-Köln-Pullman-Express                                        | Saisonzug im Sommerfahrplan:38 |
| L 183/184:17        |                          | 1914                | Berlin Anhalter Bahnhof–Leipzig–Eger–Karlsbad/Marienbad                              | Berlin-Karlsbad-Marienbad-Express                                   | |
| L 205/206a)         | 1896                     | 1939:44             | (Paris-Karlsbad) – Marienbad – Pilsen – Prag                                         | Paris-Prag-Expressb)                                                | Flügelzug zu L 105/106 a)Deutsche Zugnummer ab 1938:42 b)1939: „Prag-Express“:44 |
| L 205/206a)         |                          | 1939:44             | Warschaub)–Wien Ostbahnhof–Klagenfurt–Villach–Arnoldstein–Mailand–Ventimiglia–Cannes | Wien-Nizza-Cannes-Express/ St. Petersburg-Wien-Nizza-Cannes-Express | a)Deutsche Zugnummer ab 1938:42 b)Ab 1898 |
| L 219/220           | 1931:39                  | 1939:44             | (Neapel–Basel–)Mannheim(–Darmstadta))–Köln–Amsterdam                                 | Riviera-Express                                                     | Flügelzug zu L 19/20; Trennungs und Vereinigungsbahnhöfe sind Darmstadt respektive Mannheim:39 a)Nur bei Fahrt in nördlicher Richtung:39 |
|                     | 1886                     | 2003:61             | Calais–Paris-Lyon–Marseille–Ventimiglia                                              | Train Bleu / Calais-Méditerranée Express                            | |
|                     | 1887:61                  | 1939?a)             | Paris Gare d’Austerlitzb)–Lissabonc)                                                 | Sud-Express                                                         | a)Nach dem Zweiten Weltkrieg als Schnellzug b)Zeitweise auch vom Gare d’Orsay c)Anfangs nur bis Madrid; ab 1897 gab es zeitweise einen Zugteil, der über Córdoba und Algeciras verkehrte, wo Schiffsanschluss nach Marokko bestand.:62 |
|                     | 1900:17                  |                     | Berlin–Budapest–Bukarest–Sofia–Konstantinopel                                        | Berlin-Budapest-Orient-Express                                      | |
|                     | 1905                     | 1914                | Ostende–Frankfurt–Nürnberg–Eger–Marienbad                                            | Marienbad-Express                                                   | Kurswagen des Ostende-Karlsbad-Express‘:16 |
|                     | 1906:16                  |                     | Berlin–Neapel                                                                        | Ägypten-Express                                                     | Kurswagengruppe zum Orient-Express |
|                     | 1906 1919:35             | 1914                | (Calais)–Paris–Mailand–Venedig–Triest–Zagreb–Belgrad–Niš–Sofia–Istanbul              | Simplon-Orient-Express                                              | 1906 bis Mailand, 1907 bis Venedig, 1912 bis Triest:35, 1920 bis Istanbul |
|                     | 1919:36                  | 1920                | Paris–Basel–Arlberg–Linza)–Wienb)                                                    | Train de luxe militairec)                                           | a)Kurswagengruppe Linz–Prag b)Kurswagen Wien–Oderberg–Warschau unter Umfahrung deutschen Staatsgebietes:36 c)In Fahrplänen auch als „Orient-Express“ bezeichnet.:36 |
|                     | 1920:36                  | 1921                | Paris–Straßburg–München–Salzburg–Wien                                                | Boulogne/Paris/Ostende-Strasbourg-Vienne-Express                    | |
|                     | 1920:36                  | (1921)a)            | Paris–Straßburg–Stuttgart–Nürnberg–Cheb–Prag–Oderberg–Warschau                       | Boulogne/Paris/Ostende-Prague-Varsovie-Express                      | a)Ab 1921 nur noch bis Prag |
|                     | 1927                     | 1939                | Amsterdam–Paris (Gare du Nord)                                                       | Étoile du Nord                                                      | Pullman-Express |
|                     | 1927                     | 1931                | Parisa)–Basel/Zürich–Interlakena)/Mailand                                            | Gotthard-Pullman-Express                                            | a)Ab 1930 und nur im Sommerfahrplan |
|                     | 1928                     | 1939                | Amsterdam–Brüssel – Luxemburg–Straßburg–Basel                                        | Edelweiss                                                           | |
|                     | 1929 1946                | 1939 1972           | Calais–Paris                                                                         | Flèche d’Or                                                         | Pullman-Express, Teil der Gesamtverbindung London–Paris (zusammen mit Kanalfähre und dem Pullmanzug Golden Arrow zwischen London und Dover). Betreiber: CIWL, ab 1946 SNCF |
|                     | 1929                     | 1939                | Paris–Brüssel–Antwerpen                                                              | Oiseau Bleu                                                         | |
|                     | 1943a)                   | ?b)                 | Lissabon und Madrid                                                                  | Lusitania                                                           | a)Nach anderen Quellen: 1945 b)Umwandlung in einen Schnellzug |